# Agence nationale de psychanalyse urbaine
L'Agence nationale de psychanalyse urbaine (ANPU) est une agence dont la mission est de « psychanalyser les villes ». Fondée en 2008, elle travaille à la frontière entre psychanalyse et urbanisme. Dès son origine, elle s'est confié comme mission de psychanalyser le monde entier.

## Historique
L'agence est fondée en 2008 par Laurent Petit, ingénieur de formation, avec le soutien de Fabienne Quéméneur, sociologue de formation. Charles Altorffer, architecte de formation, rejoint rapidement l'équipe pour donner plus d'assise à un projet conçu à l'origine pour traiter des questions d'urbanisme dans la joie et la bonne humeur. Après une tentative plutôt réussie à Béthune et une autre plutôt ratée à Vierzon, l'agence va peu à peu affiner une méthodologie qu'elle a depuis mise en pratique dans plus d'une centaine de territoires,,.

## Missions
Le protocole de l'ANPU préconise que celle-ci commence sa mission par une « opération divan », durant laquelle les membres de l'ANPU interpellent les passants et leur soumettent un questionnaire où les habitants sont invités à décrire leur ville sous forme de portrait chinois ; simultanément, les responsables de l'agence rencontrent des personnes ressources qui les aident à mieux comprendre la ville : cartographes, géographes, mais aussi archivistes, chefs d’entreprise, journalistes, responsables d’associations, de médiathèques, tenanciers de bars, psychanalystes, etc. Une synthèse est ensuite constituée, en parodiant à la fois les langages de la psychanalyse (névrose, peur, refoulement) et de l'urbanisme (usage de nombreux sigles, voire dévoiement de certains),.
La plupart des villes dans lesquelles intervient l'ANPU sont des villes ayant un passé assez lourd : anciennes villes industrielles en fort déclin (Charleroi, Béthune,), cités reconstruites après les bombardements des poches allemandes de 1945 (Brest, Saint-Nazaire, Cherbourg), villes nouvelles peinant à se forger une identité (Sénart),, ne se limitant pas à la France ni même à l'espace francophone (Helsingborg, Alger,).
Dans le cas de Lyon, la mission confiée à l'ANPU a été celle de commissaire artistique d'une exposition organisée au musée Gadagne,,.

### Sites externes
- Site officiel